# Lomonosov (kráter na Marsu)
Lomonosov je impaktní kráter na Marsu s průměrem zhruba 150 km. Nachází se v oblasti planiny Vastitas Borealis.
Kráter byl pojmenován v roce 1973 na počest Michaila Lomonosova.

## Popis
Pánev Vastitas Borealis je předpokládané dno zaniklého oceánu a náraz, který vytvořil kráter, byl identifikován jako možný zdroj vln tsunami. Teorie starověkého oceánu vytvořeného megatsunami po dopadu meteoritu, jehož pozůstatkem je kráter Lomonosov, je podporována i dalšími studiemi.
V zimě se povrch pokrývá jinovatkou.
Vzhledem ke své velikosti a blízkosti rozhraní mezi kvadranty Mare Acidalium a Mare Boreum (64,9° severní šířky), se nachází na mapách obou kvadrantů. Topografie je v této oblasti hladká a mladá, proto je Lomonosov i na mapách v malém měřítku snadno rozpoznatelný.

## Galerie

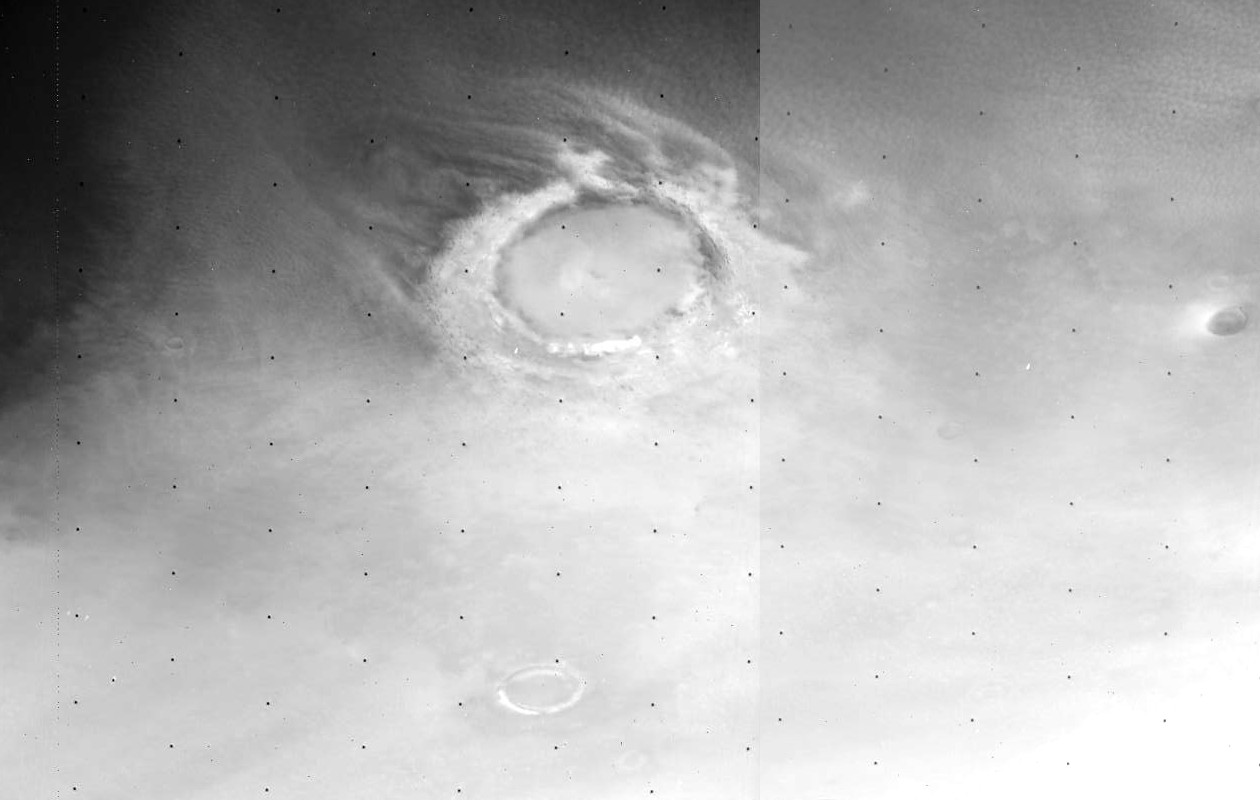
Mozaika obrázků sondy Viking Oribiter 1 z programu Viking s Lomonosovem nahoře a při pohledu na jih
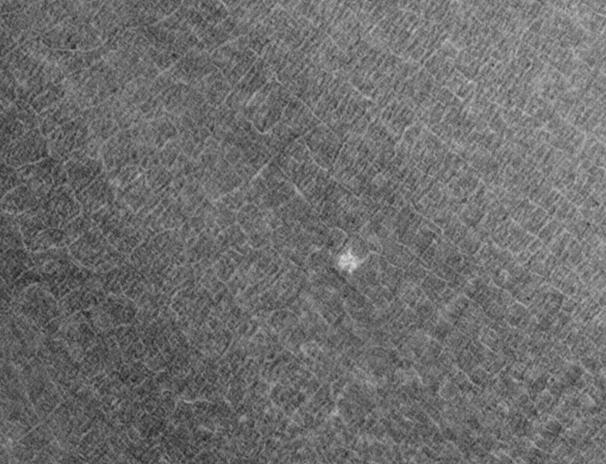
Polygonálně strukturovaný povrch nitra Lomonosova zaznamenaný sondou Mars Global Surveyor
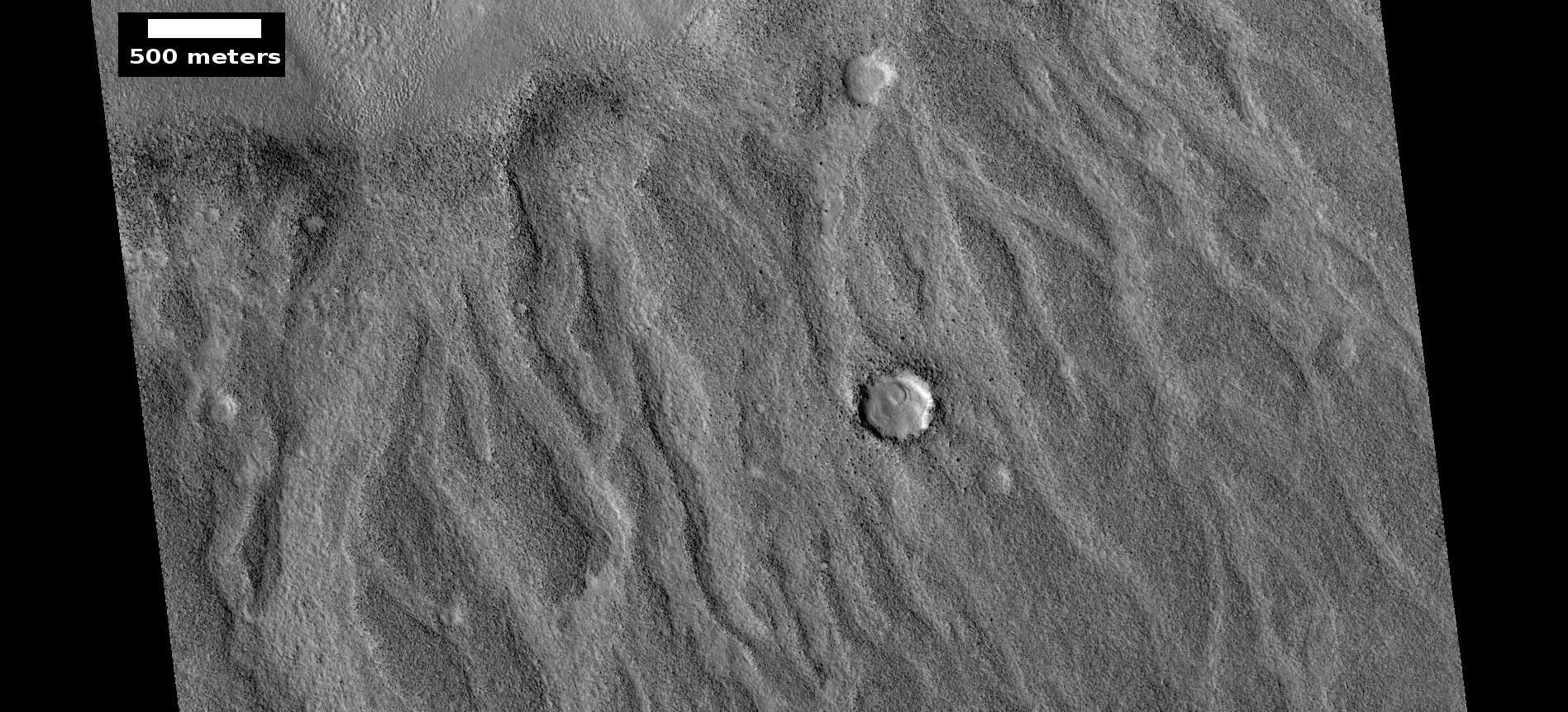
Koryta vytvořená zpětným tokem tsunami zaznamenaná sondou HiRISE. Tsunami byly pravděpodobně způsobeny asteroidy, které dopadaly na oceán

## Interaktivní mapa Marsu
| Mapa Marsu |
| Kliknutím na požadovanou oblast budete přesměrováni na odpovídající článek. Barva udává výšku nad nebo pod referenčním elipsoidem. Po stranách lze odečítat zeměpisnou šířku a délku. |